# Nacarina megaptera
Nacarina megaptera är en insektsart som först beskrevs av Luisa Eugenia Navas 1927.  Nacarina megaptera ingår i släktet Nacarina och familjen guldögonsländor. Inga underarter finns listade i Catalogue of Life.